# Kwezytozaur
Kwezytozaur (Quaesitosaurus orientalis) – duży, roślinożerny zauropod z grupy tytanozaurów (Titanosauria), z rodziny nemegtozaurów (Nemegtosauridae).
Żył w późnej kredzie (80-65 mln lat temu) na terenach Azji. Długość ciała do 23 m. Jego szczątki znaleziono w Mongolii.